# Niall Ó Glacáin
Niall Ó Glacáin, ou Nellanus Glacanus (vers 1563-1653) est un médecin irlandais qui s'est employé à soigner les victimes des épidémies de peste bubonique dans divers endroits d'Europe.

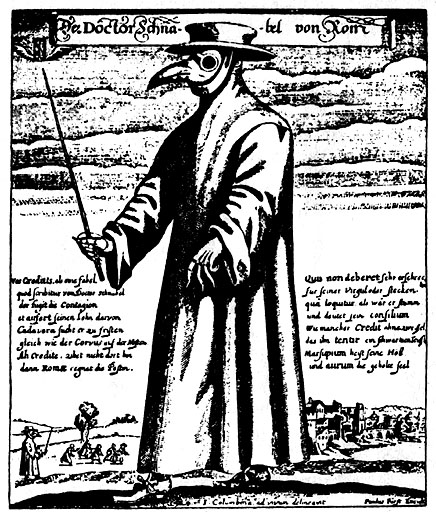
Une gravure de 1656 d'un médecin de la peste, par Paul Fürst. Il est possible que Niall Ó Glacáin ait porté un tel costume lorsqu'il s'occupait des victimes de la peste.

## Biographie

### Enfance et formation
La date de naissance de Niall Ó Glacáin est incertaine. Certains historiens pensent qu'il avait environ quatre-vingt-dix ans à sa mort en 1653, ce qui donne une date de naissance d'environ 1563. Giorgio Scharpes, de la faculté de médecine de Bologne de 1634 à 1637, le croyait âgé d'environ 48 ans durant l'une de ces années, ce qui lui donne une année de naissance vers 1575.
Il naît dans le Tír Chonaill, et a peut-être reçu son éducation médicale précoce d'une famille héréditaire locale de médecins, comme la famille Mac Duinnshléibhe de Tír Chonaill. À l'époque, ces familles étaient la seule source de formation médicale en Irlande. 
Depuis environ le Xe siècle, chaque chef de clan ou noble irlandais s'attachait un médecin domestique héréditaire, dont le savoir ne provenait pas d'une école de médecine, mais d'une expérience transmise par ses ancêtres, médecins comme lui.

### Espagne
Niall Ó Glacáin se rend en Espagne en 1602, peut-être à temps pour traiter les victimes d'une épidémie de peste bubonique qui sévit de 1595 à 1602. Il est à la cour d'Espagne lorsque Aodh Ruadh Ó Domhnaill arrive en Espagne, et peut l'assister lors de sa mort en 1602. Niall Ó Glacáin passe ensuite de nombreuses années à pratiquer la médecine à Salamanque. En 1622, il s'installe à Valence, où il a résidé pendant deux ans. 

### France
En 1627, il se rend dans le sud-ouest de la France pendant une épidémie de peste, travaillant comme médecin de la peste dans des villes telles que Fons, Figeac, Capdenac, Cajarc, Rouergue et Floirac. ll devient professeur de médecine de l'université de Toulouse, où il acquiert une grande réputation dépassant les frontières.

MacCuinneagáin affirme que :
« [ Niall Ó Glacáin ] gagna une haute estime et une considération générale à cause du dévouement dont il fit preuve en bravant la contagion pour secourir les malades. Il fut nommé médecin à l'hôpital de la peste de Toulouse, le xenodochium pestiferorum, en 1628, et fut nommé à l'université de Toulouse avec le titre de premier professeur de médecine. Il passa quelque temps à Paris comme médecin du roi Louis XIII et y fut également Conseiller privé. »

### Italie
Niall Ó Glacáin s'installe en Italie au début des années 1630, où ses services ont été sollicités par la faculté de médecine de l'université de Bologne, qui avait pour tradition d'employer de très éminents médecins étrangers pour enseigner la Medicina Sopraordinaria. A cette fin, le sénat de la ville demanda au médecin de l'époque, Giorgio Scharpes (Medicina Sopraordinaria de 1634 à 1637) de rédiger un rapport sur l'Irlandais, dont la renommée s'étendait désormais à toute l'Europe. La réponse de Scharpes est la suivante :
« En ce qui concerne la religion, M. Glacáin est catholique, et il n'y a aucun doute car il serait difficile pour un hérétique de vivre dans une ville comme Tolosa (Toulouse) qui est connue pour être l'un des endroits les plus catholiques et où l'on ne supporte pas les hérétiques. M. Glacáin a environ 48 ans. Il est célèbre parce que pendant la peste dans ces régions de France entre 1627 et 1629, il est très utile et en 1629, il a produit un livre intitulé Tractus de Peste ... et je vous invite à lire ce livre pour comprendre exactement pourquoi M. Glacáin est précieux et pourquoi il enseigne toujours à l'Université de Tolosa ... Sur son enseignement, il est bien estimé parce qu'il est un bon philosophe, bon dans la lutte contre ses ennemis qui l'ont accusé d'être un Magic (illusion) ; son livre peut confirmer qu'il n'était pas un magicien ... M. Glacáin connaît très bien la grecque... en parlant des autres questions... d'après une lettre de M. Glacáin où il dit qu'il aimerait vraiment servir l'Université de Bologne, je peux comprendre qu'il n'y aura pas de problème pour le salaire et pour qu'il vienne. »
Niall Ó Glacáin devient professeur de Medicina Theorica Soparodinaria à Bologne en 1646, poste qu'il occupe jusqu'à sa mort sept ans ans plus tard.

### Vie personnelle
La vie personnelle de Niall Ó Glacáin est presque inconnue, mais il reçoit l'évêque de Ferns Nicholas French et Sir Nicholas Plunkett chez lui à Bologne, lorsque ces derniers étaient en route pour Rome en 1648. En collaboration avec eux, il écrit des poèmes élogieux en latin à Innocent X, intitulés Regni Hiberniae ad Sanctissimi Innocenti Pont. Max. Pyramides Encomiasticae". Dans son œuvre ultérieure, il mentionne un autre ami, le catéchiste et linguistique, le père Froinsias Ó Maolmhuaidh.

## Publications

### Tractatus de Peste
Devenu une autorité respectée en matière de traitement de la peste, il publie son ouvrage le plus célèbre, le Tractatus de Peste, Seu Brevis, Facilis et Experta Methodud Curandi Pestem, à Toulouse en 1629. Cet ouvrage contient ses descriptions concises de la peste, de ses divers effets sur différents patients, tels que le bubon, des éruptions cutanées, des maux de tête, des vomissements et le coma. Les traitements suggérés comprennent les saignées, l'utilisation d'émétiques, de purgatifs et de fumigations.
Une partie particulièrement intéressante du texte est la description de quatre autopsies.  Niall Ó Glacáin note la présence de pétéchies (points hémorragiques) sur la surface des poumons des victimes et le gonflement de la rate ; ce qui fait de lui un pionnier en anatomie pathologique, ses travaux précédant de plusieurs décennies ceux de Jean-Baptiste Morgagni (1682-1771).

### Cursus Medicus
Pendant ses années à Bologne, Niall Ó Glacáin rédige son Cursus Medicus, libris tredecem propositus (leçons de médecine), qui paraît en trois volumes ; le premier traitait de la physiologie, le second de la pathologie, et le troisième - qui parut après sa mort - de la théorie des signes. Ce dernier volume traitait des différents diagnostics des médecins, des descriptions des maladies, et constituait globalement une introduction au concept moderne de diagnostic différentiel.
Deux autres Irlandais résidant dans la ville, Gregory Fallon de Connacht et le révérend Phillip Roche, S.J., ont écrit des couplets élogieux en préambule du deuxième volume.